# 10870 Gwendolen
10870 Gwendolen este un asteroid din centura principală de asteroizi.

## Descriere
10870 Gwendolen este un asteroid din centura principală de asteroizi. A fost descoperit pe 25 septembrie 1996 la Dominion Astrophysical Observatory de Christopher Aikman. Asteroidul prezintă o orbită caracterizată de o semiaxă mare de 2,40 ua, o excentricitate de 0,21 și o înclinație de 3,0° în raport cu ecliptica.